# 塔塔里夫卡
50°45′14″N 31°40′44″E / 50.75389°N 31.67889°E
塔塔里夫卡（烏克蘭語：Татарівка），是烏克蘭北部的村莊，隸屬切爾尼希夫州的尼任區。該村始建於1150年，面積0.29平方公里，海拔高度134米，2006年人口10，人口密度每平方公里302人。